# Radiokemi
Radiokemi är ett delområde inom kemi som utnyttjar egenskaper hos radioaktiva isotoper för att studera kemiska processer. Ett exempel på detta kan vara att studera utbytet av en viss kemisk reaktion genom att märka en av reaktanterna med en radioaktiv isotop och sedan jämföra antalet sönderfall som registreras i produkten jämfört med i reaktanten.